# Kali Liménes
Kali Liménes ("bom porto" ou "porto ameno" grego: Καλοί Λιμένες; romaniz.: Kaloí Liménes), também conhecido no passado como Kali Limiones e Calus Limniones, é uma aldeia e um porto petrolífero no sul da ilha de Creta, Grécia. Faz parte da comuna de Pigaidákia , unidade municipal de Moires, do município de Festo e da unidade regional de Heraclião. Em 2011 tinha 21 habitantes.

## Descrição
Kali Liménes situa-se a sul da serra de Asterúsia (que separa a planície de Messara da costa do mar da Líbia), 19 km a oeste de Lentas (antiga Levin), 21 km a sudeste de Mátala e 74 km a sudoeste de Heraclião. Kali Liménes é um porto natural usado desde a Antiguidade. A menos de 3 km a leste, encontram-se as ruínas de Lasaia (ou Lassea), um assentamento que foi um dos principais portos de Gortina, a capital de Creta durante o período romano. As ruínas situam-se junto à minúscula aldeia de Lassaia, a pouca distância da aldeia de Crisóstomo.
Em frente ao porto situa-se o ilhéu de Agios Pavlos (São Paulo), coberta por depósitos de petróleo destinados ao reabastecimento de navios que cruzam o Mediterrâneo e se dirigem ou vêm do canal do Suez. Apesar do movimento de navios, a extensa praia de areia cinzenta de Kali Liménes atrai bastante visitantes, principalmente habitantes de Heraclião nos fins de semana. Ao longo costa montanhosa para leste, cuja beleza natural das suas paisagens áridas e selvagens é realçada nos guias turísticos, há outras praias, como a de Crisóstomo e Platia Peramata. No monte a sudoeste de Kali Liménes, em frente ao ilhéu de Agios Pavlos, encontra-se uma das únicas igrejas dedicadas a São Paulo, construída no período bizantino e reconstruída na década de 1960. Perto dela há uma caverna onde, segundo lenda, teria vivido o apóstolo durante dois anos.
Seguindo a estrada para norte para Sivas, ao longo da serra de Asterúsia, a 7 km de Kali Liménes e 250 metros de altitude, encontra-se o mosteiro de Odigitria (ou Moni Hodeghetria), fundado no século XIV e um dos mais importantes de Creta. No passado, Kali Liménes e toda a área a sudoeste do mosteiro eram propriedade do mosteiro. Os montes de Asterúsia foram um importante centro de ascetismo em Creta. O ascetismo desenvolveu-se principalmente nas gargantas de Agiofarago ("garganta santa") e Martsalo, ambas propriedade do mosteiro. Devido a isso, a região é conhecida como "Monte Atos de Creta", em referência ao célebre estado monástico do norte da Grécia.

## História
Kali Liménes (ou Lassea) é mencionada nos Atos dos Apóstolos (27.8), onde desembarcou o navio que levava o apóstolo São Paulo prisioneiro de Cesareia para Roma. O navio navegou ao longo da costa sul de Creta para evitar os ventos contrários de noroeste e foi obrigado a abrigar-se temporariamente no "porto ameno" esperando ventos favoráveis. São Paulo queria passar o inverno no local, mas o capitão do navio e o centurião encarregue da sua guarda recusaram, tendo o navio seguido viagem, para pouco depois ser colhido por uma tempestade que o arrastou para além de Claudia (a ilha de Gavdos) e que acabou por fazê-lo naufragar em Malta. Contudo, outros historiadores relatam que provavelmente Paulo desembarcou mais a ocidente, em Loutró, na região de Sfakiá, onde há uma capela no local da costa onde se diz que o santo batizou os primeiros convertidos cretenses, ou então em Phoinikas (Fénix), uma pequena aldeia na baía a oeste de Loutró. Segundo a tradição local e alguns estudiosos da bíblia, o apóstolo São Paulo teria estado em Kali Liménes para pregar a fé cristã em Creta.
Durante o domínio veneziano (Ducado de Cândia), Kali Liménes foi usado por contrabandistas estrangeiros. Quando o explorador inglês Thomas Spratt visitou a região em 1865, esta pertencia ao mosteiro de Odigitria, cujo abade estava obrigado a manter um posto no porto e a informar as autoridades otomanas de qualquer movimentos de navios.